# Робин Эверетт
Робин Эверетт (англ. Robin Everett) — американская порноактриса, лауреатка премии XRCO Award.

## Биография
Дебютировала в порноиндустрии в 1979 году. Снималась для таких студий, как Superior, VCA, Dreamland Entertainment, Alpha France и других.
В 1984 году получила XRCO Award в категории «лучшая лесбийская сцена» за фильм Body Girls совместно с Эрикой Бойер.
Ушла из индустрии в 1985 году, снявшись в 20 фильмах.

## Награды
- 1984 XRCO Award — Lascivious Lesbian — Body Girls (вместе с Эрикой Бойер)[2][3]